# Siniša Popović
Siniša Popović (Split, 21. veljače 1958.) je hrvatski kazališni, televizijski i filmski glumac s karijerom koja ima preko 150 uloga. Radio je s cijenjenim filmskim i kazališnim redateljima poput Berkovića, Vrdoljaka, Radića, Habuneka, Spajića, Para, Violića, Juvančića, Kice.

## Životopis
Rođen je 21. veljače 1958. godine u Splitu. Nakon završene gimnazije upisuje studij prava koji napušta 1979. da bi se priključio prvoj generaciji polaznika Dramskog studija Hrvatskoga narodnoga kazališta u Splitu. Kao član Dramskog studija ostvaruje svoje prve profesionalne uloge u režijama Marina Carića, Ljubiše Ristića, Tomislava Durbešića, Želimira Mesarića i ostalih. Akademiju za kazalište, film i televiziju u Zagrebu upisuje 1981. godine. Još za vrijeme studija ostvaruje zapažene uloge u Akademskom kazalištu Tomislava Radića, te na televiziji i filmu. Godine 1982. od strane kritike biva proglašen otkrićem Splitskog ljeta na temelju uloge Neoptolema u Sofoklovom Filoktetu u režiji Marina Carića i izvedbi ansambla drame Hnk Split, te ulogama Enrica Gastonea i Trubova u predstavi Oženih se vješticom Krešimira Dolenčića u izvedbi kazališne družine Lift koju je te iste godine osnovao zajedno s Dolenčićem i kolegama sa svoje klase. Diplomirao je 1985. u klasi Božidara Violića ulogom Dorantea u Marivauxovom Lažnom povjeravanju.
Po završenom studiju dvije godine djeluje kao slobodni dramski umjetnik, a od 1989. godine stalni je član drame Hrvatskoga narodnoga kazališta u Zagrebu gdje u statusu dramskog prvaka kontinuirano tumači uloge koje su ga obilježile poput Richarda u Đavolovom učeniku Georga Bernarda Shawa, Urbana u Ledi Miroslava Krleže, Lovborga u Heddi Gabler Henrika Ibsena, Marinka u Što je muškarac bez brkova Ante Tomića, Ferdinanda u Trilogiji o ljetovanju Carla Goldonija, Schürtzingera u Kazimiru i Karolini Ödöna von Horvátha, Jourdaina u Građaninu plemiću Molièrea, Nikole u Ljudima od voska Mate Matišića.
Izvan matičnog Hnk-a Siniša Popović ostvario je niz zapaženih uloga surađujući s gotovo svim institucionalnim kazalištima u Hrvatskoj, ali i s onima na neovisnoj sceni kao što su Teatar Gavran, Grabancijaš, Rugantino, Moruzgva, Grdelin, Mht Kiklop, Histrioni, Exit. Među ulogama koje je ostvario u tim kazalištima izdvajaju se Juran u Juranu i Sofiji, Longo u Never more, Henry u Zimi jednog lava, Tahy u Gubec-begu, don Zane u Gloriji, Rothko u Crvenom. Poseban dio u popisu Popovićevih uloga čine one iz drama i adaptacija romana i novela Ranka Marinkovića. Obilježen svojim dalmatinskim porijeklom trajno je prepoznat od strane producenata i redatelja kao nezaobilazni tumač Marinkovićevih osobenjaka.[tko kaže?] Njegove filmske uloge ostvarene su u više od dvadeset naslova među kojima valja izdvojiti Berkovićeva Ljubavna pisma s predumišljajem i Kontesu Doru, Vrdoljakov Karneval, anđeo i prah i Dugu mračnu noć, Ivandine Sestre, Sviličićevog Armina, Ačimovićev Moram spavat' anđele. U televizijskim serijama i TV-dramama odigrao je čitav niz zapaženih uloga. Dobitnik je brojnih strukovnih nagrada i priznanja.
Siniša Popović od 1985. godine u braku je s glumicom Mirelom Brekalo, s kojom ima sina Luku.

## Filmografija

### Televizijske uloge
- "Hajdučki gaj" (1985.)
- "Smogovci" kao bilijarist (1992.), pripovjedač #6 i general (1996.)
- "Obiteljska stvar" kao dr. Brnčić (1998.)
- "Zlatni vrč" kao gradonačelnik Vrča Gornjeg (2004.)
- "Ljubav u zaleđu" kao Hojak (2005.)
- "Naša mala klinika" kao menadžer (2006.)
- "Odmori se, zaslužio si" kao gospodin Granželić (2006.)
- "Bitange i princeze" kao Krešo Žabić (2007.)
- "Cimmer fraj" kao Mario Leš (2007.)
- "Urota" kao ravnatelj televizije (2007. – 2008.)
- "Dobre namjere" kao gospodin Novosel (2007. – 2008.)
- "Tužni bogataš" kao Šostar (2008.)
- "Ne daj se, Nina" kao Žarko Krajačić (2008.)
- "Sve će biti dobro" kao Marko Šarić (2008.)
- "Mamutica" kao Ivan Sarić (2009.)
- "Stipe u gostima" kao Jure (2011.)
- "Odmori se, zaslužio si" kao Marijan Bajs #2 (2013. – 2014.)
- "Glas naroda" kao revizor (2014.)
- "Crno-bijeli svijet" kao drug Stanić (2015.)
- "Počivali u miru" kao Feđa Milinović (2017.)
- "Novine kao Lovro Ljubičić (2018.)
- "Područje bez signala" Kao Bogut (2021.)
- "Metropolitanci" kao Tadija Jurkić (2022.)

### Filmske uloge
- "Heda Gabler" (1985.)
- "Ljubavna pisma s predumišljajem" kao dr. Horst (1985.)
- "Tečaj plivanja" (1988.)
- "Doktorova noć" (1990.)
- "Karneval, anđeo i prah" kao geometar (1990.)
- "Sestre" (1992.)
- "Papa Sixto V" (1992.)
- "Kontesa Dora" kao Markus (1993.)
- "Gospa" kao policajac (1994.)
- "Posebna vožnja" kao Ivan (1995.)
- "Ispod crte" kao liječnik (2003.)
- "Duga mračna noć" (2004.)
- "Snivaj, zlato moje" kao Janeković (2005.)
- "Trešeta" kao Miličin muž (2006.)
- "Armin" kao šanker (2007.)
- "Pjevajte nešto ljubavno" kao stariji policajac (2007.)
- "Moram spavat', anđele" kao Slavko (2007.)
- "Čovjek ispod stola" kao tajkun (2009.)
- "Ljubavni život domobrana" kao Mladen (2009.)
- "Zagrebačke priče 2" kao otac (2012.)
- "Inspektor Martin i banda puževa" kao pilot (2012.)
- "Lako pokojnima" kao Ive (2014.)
- "Nije se bojao umrjeti kao istraživač tajne službe (2016.)
- "Točka zarez" kao doktor (2017.)
- "Posljednji srbin u Hrvatskoj" kao dr Rostock (2019.)
- "Zora kao trgovac #1 (2020.)
- Djeca s CNN a kao Imam (2021.

### Sinkronizacija
- "Popeye" kao mornar Popaj
- "Tom i Jerry" kao kuhar
- "Barbie: Princeza i seoska djevojčica" kao Preminger (Premindžer) [Martin Short] (2004.)
- "Barbie u Krcko oraščiću" kao Kralj miš [Tim Curry] (2001.)
- "Lav Leo" kao Leo
- "Nick Praskaton" kao pripovjedač
- "Na Badnju večer (Golden Films)" kao gdin. Smrdić [Jeff Bennett], Ferdo i policijski stražar [Miles Marsico, Jeff Bennett] (1997.)
- "Stuart Mali 1, 2, 3" kao Mačak Ante [Steve Zahn, Rino Romano] (1999., 2002., 2005.)
- "Željezni div" kao general Rogard i vojnik (1999.)
- "Čarobni mač" kao Cornwall (1999.)
- "Put u El Dorado" kao Tzekel-Kan (2000.)
- "Kralj lavova 1" kao Scar [Jeremy Irons] (2003.)
- "Izbavitelji 1, 2" kao Bob Paar - Mr. Izbavitelj [Craig T. Nelson] (2004., 2018.)
- "Leif Ericson: Dječak koji je otkrio Ameriku" kao Bjarni Herjólfsson, sudac i viking (2004.)
- "Garfield 1" kao Tata štakor [Richard Kind] (2004.)
- "Okretala se i čarolija zrcala" kao Nogometaš (2004.)
- "Tarzan 1" kao Clayton [Brian Blessed] (2005.)
- "Žuta minuta" kao Car Filmski Pilić Milić (2005.)
- "Hrabri Pero" kao Von Škarnicl [Tim Curry] (2005.)
- "Arthur u zemlji Minimoya" kao Maltazard (2006.)
- "Legenda o Tarzanu" kao Hugo (2009.)
- "Koralina i tajna ogledala" kao Sergi Alexandr Bobinsky (2009.)
- "Oblačno s ćuftama 1" kao Mate Prskalo (2009.)[2]
- "Ljepotica i zvijer 1" kao pripovjedač (2010.)
- "Priča o igračkama 3" kao Hihač (2010.)
- "Gnomeo i Julija" kao William Shakespeare (2011.)
- "Čudovišna priča u Parizu" kao Victor Maynott (2011.)
- "Ledeno doba 4: Zemlja se trese" kao komadeška sirena (2012.)
- "Čudovišta sa sveučilišta" kao Profesor Vitez (2013.)
- "Juraj i hrabri vitezovi" kao Radoslav (2013.)
- "Avioni 2: Nebeski vatrogasci" kao Vatromlat (2014.)
- "Ekipa za 6" kao Robert Callaghan (2014.)
- "Ups! Noa je otišao" kao Lav (2015.)

## Nagrade
- Nagrada Mila Dimitrijević za najbolju mušku dramsku ulogu, za ulogu Eugena Schürtzingera u predstavi Kazimiru i Karolini Ödöna von Horvátha, 2004.
- Nagrada Mila Dimitrijević za tumačenje uloge Gospodina Jourdaina u predstavi Građanin plemić Jeana-Baptistea Poquelina Molièrea - Jeana-Baptistea Lullyja u izvedbi Drame HNK u Zagrebu, 2010.
- Nagrada Zlatni smijeh za ulogu Gospodina Jourdaina u predstavi Građanin plemić Jean-Baptiste Poquelin Molièrea – Jean-Baptiste Lullyja u režiji Krešimira Dolenčića i izvedbi HNK u Zagrebu, 2010.
- Nagrada Fabijan Šovagović na 18. Festivalu glumca za uloge Inspektora, Ministra i Ex-ministra u predstavi Tko je srušio Berlinski zid Amira Bukvića u režiji Zorana Mužića u izvedbi Glumačke družine Histrion, 2011.
- Nagrada Zlatni Histrion za uloge Inspektora, Ministra i Ex-ministra u predstavi Tko je srušio Berlinski zid Amira Bukvića u režiji Zorana Mužića u izvedbi Glumačke družine Histrion, 2011.
- Nagrada hrvatskog glumišta za najbolju glavnu mušku ulogu don Zane u predstavi Glorija Ranka Marinkovića, u režiji Zorana Mužića u izvedbi HNK u Šibeniku, 2013.
- Nagrada Judita za najbolje dramsko ostvarenje 62. Splitskog ljeta za ulogu Marka Rothka u predstavi Crveno u izvedbi Teatra Exit, 2016.[3]
- Nagrada Mila Dimitrijević za ulogu Nikole u predstavi Ljudi od voska Mate Matišića u režiji Janusza Kice i izvedbi HNK u Zagrebu,2017.
- Nagrada za najbolju mušku ulogu na 32. Gavellinim večerima za ulogu Nikole u Ljudima od voska Hrvatskoga narodnoga kazališta u Zagrebu, 2017.
- Nagrada hrvatskog glumišta za najbolju sporednu mušku ulogu, za ulogu Nikole u predstavi Ljudi od voska Mate Matišića, u režiji Janusza Kice i izvedbi HNK u Zagrebu, 2017.
- Nagrada Grada Zagreba za izvanredni dramski doseg u 2017. i za doprinos kulturnom identitetu Grada Zagreba tijekom trideset godina umjetničkog stvaralaštva, 2018.
- Nagrada čitatelja "Slobodne Dalmacije" za najbolje glumačko ostvarenje na 29. Marulićevim danima za ulogu Oca u predstavi Susret Nine Mitrović i produkciji teatra Exit, 2019
- Nagrada Fabijan Šovagović za najboljeg glumca na 26. Festivalu glumca- za ulogu Oca u predstavi Susret Nine Mitrović i produkciji teatra Exit, 2019
- Nagrada hrvatskog glumišta za najbolju glavnu mušku ulogu za ulogu Henrika u predstavi Kad svijeće dogore Sandora Maraia i Cristophera Hamptona, u režiji Branka Ivande i koprodukciji Teatra Erato i HNK-a Zagreb, 2021
- Nagrada Vladimir Nazor za ulogu Henrika u predstavi Kad svijeće dogore Sandora Maraia i Cristophera Hamptona, u režiji Branka Ivande i koprodukciji Teatra Erato i HNK-a Zagreb 2022
- Nagrada Fabijan Šovagović za ulogu Henrika u predstavi Kad svijeće dogore Sandora Maraia i Cristophera Hamptona, u režiji Branka Tvande i koprodukciji Teatra Erato i Hnk - a Zagreb 2022.
- Nagrada Ivo Gregurević za doprinos hrvatskom filmu na Danima hrvatskog filma u Orašju 2024[4]

## Vanjske poveznice
- Službena stranica  Arhivirana inačica izvorne stranice od 12. listopada 2015. (Wayback Machine)
- Siniša Popović u internetskoj bazi filmova IMDb-u (engl.)
- Stranica na HNK.hr  Arhivirana inačica izvorne stranice od 28. studenoga 2009. (Wayback Machine)
- Siniša Popović dobio status nacionalnog prvaka drame HNK u Zagrebu  Arhivirana inačica izvorne stranice od 14. travnja 2019. (Wayback Machine)